# Tibouchina patens
Tibouchina patens är en tvåhjärtbladig växtart som beskrevs av Todzia. Tibouchina patens ingår i släktet Tibouchina och familjen Melastomataceae. Inga underarter finns listade i Catalogue of Life.